# 스투르노
스투르노(이탈리아어: Sturno)는 이탈리아 캄파니아주 아벨리노도의 코무네다.